# Красная звезда (кинотеатр, Могилёв)
Красная Звезда (бел. Чырвоная Зорка) — широкоформатный кинотеатр в Могилёве, расположенный в историческом центре города, на улице Первомайская 14. Здание кинотеатра внесено в Государственный список историко-культурных ценностей Республики Беларусь.

## История

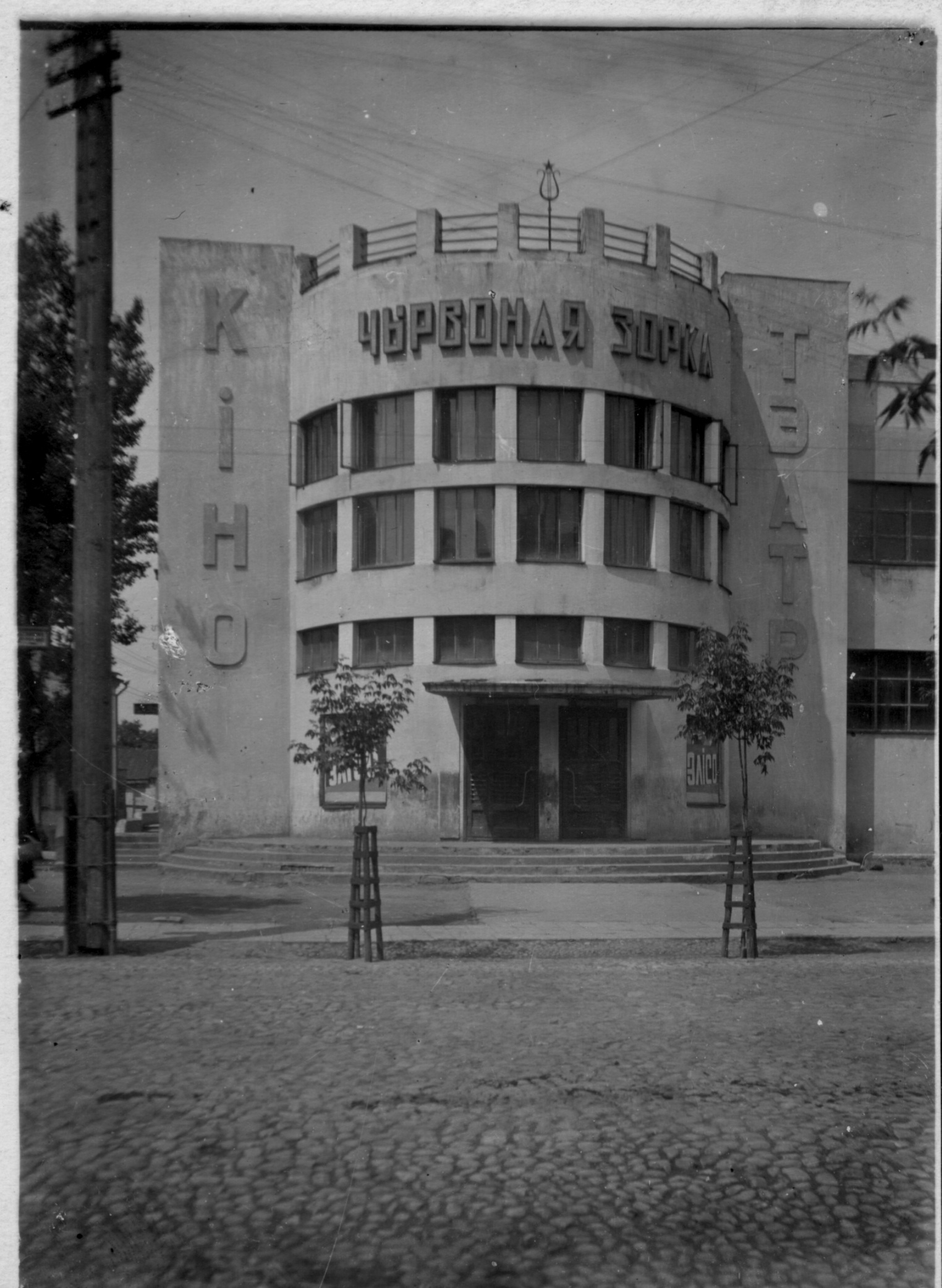
Кинотеатр «Красная Звезда» 1930 год

Старейший кинотеатр в городе. Построен в 1930 году инженером Э. Лосером (или Лоссером) из кирпича в стиле конструктивизма на месте дореволюционного кинотеатра «Чары», построенного в 1909 году. 24 декабря 1930 года состоялось торжественное открытие кинотеатра показом кинопрограммы «Переворот» режиссёра киностудии «Беларусьфильм» Юрия Тарича.

## Архитектура

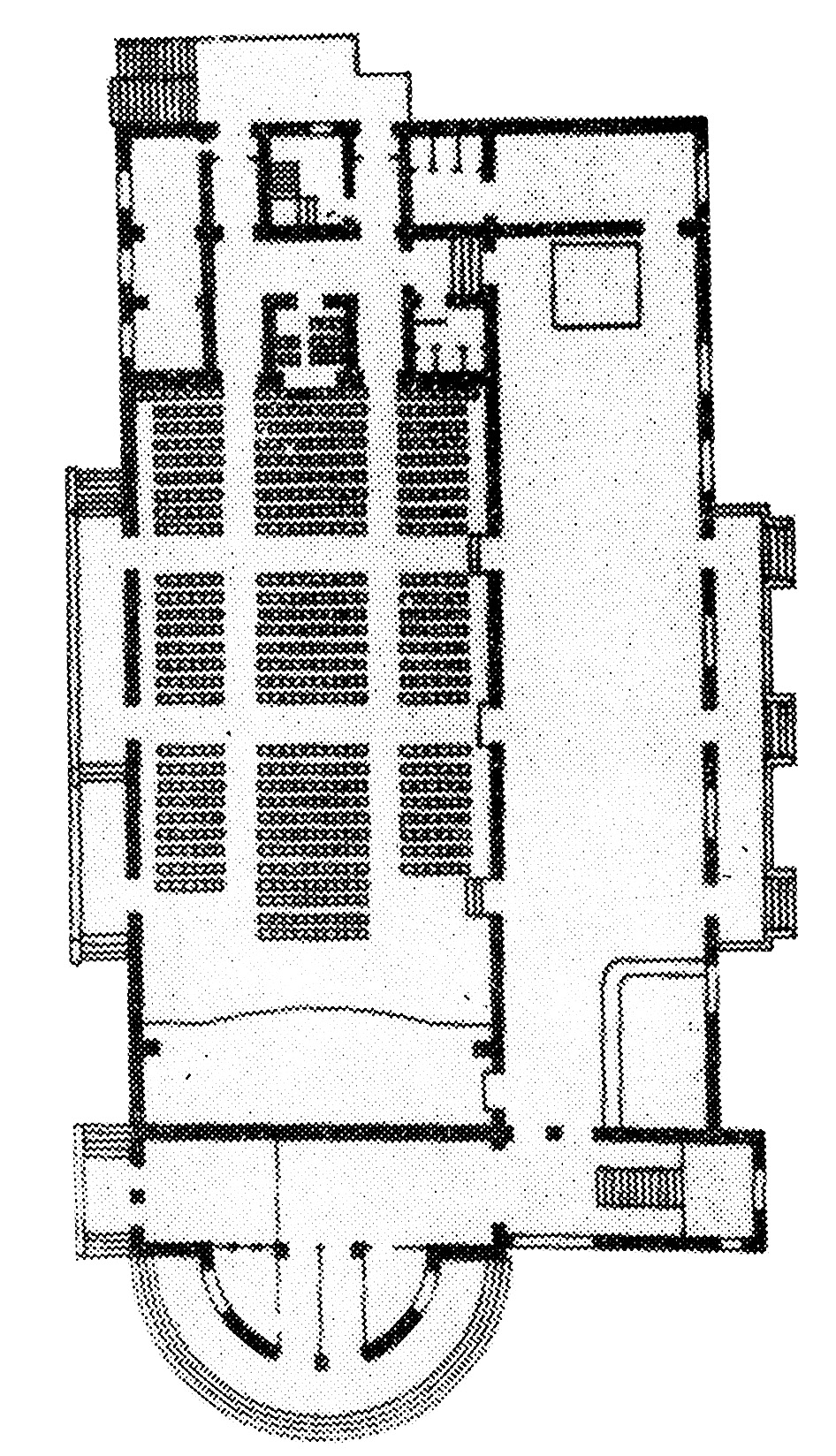
План кинотеатра

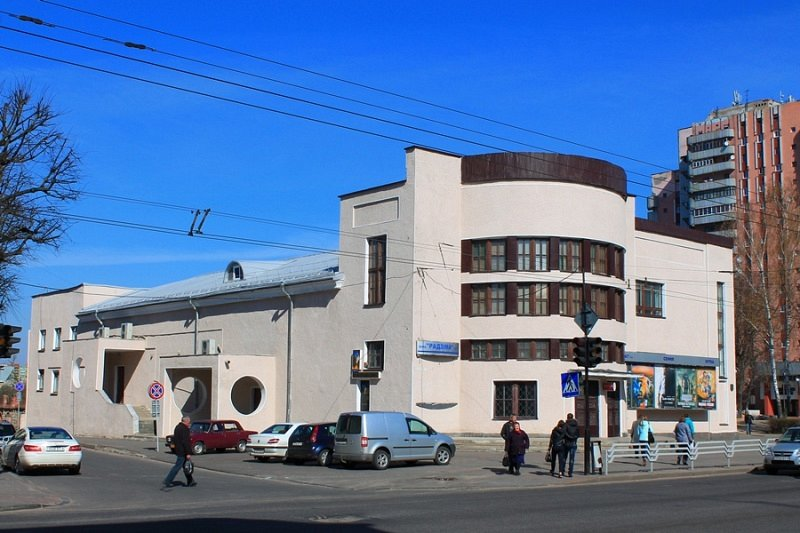
Кинотеатр с перекрестка

Здание выглядит как вытянутый прямоугольник, перпендикулярно кассе и полукруглому вестибюлю. Архитектурно-пространственная композиция основана на принципе сопоставления размеров. На главном фасаде вестибюль с широким остеклением контрастирует с вертикальной стеной и небольшим размером, где расположены офисные помещения. Главный вход с торцевого фасада выделен широкой лестницей. Боковой фасад ритмично соединён с прямоугольными оконными проёмами вестибюля.